# Chimarra absida
Chimarra absida (лат.) — вид мелких ручейников рода Chimarra из семейства приречные ручейники (Philopotamidae). Эндемики Океании. Этимология видового названия: Absida — это латинское название дуги, сегмента круга (вентральный край нижних придатков).

## Распространение
Остров Новая Гвинея, Папуа — Новая Гвинея, провинция Вест-Хайлендс, река Трауна, Bayer River Sanctuary, 1160 м, около 5° 30' ю. ш., 144° 10' в. д.

## Описание
Ручейники мелких размеров. Длина переднего крыла 4,4 мм. Общий цвет тела и крыльев светло-коричневый. Самцы C. absida наиболее похожи на C. holda тем, что вентральный край нижних придатков короткий, изогнутый и выпуклый при боковом виде, а также рядом маленьких встроенных шипов, расположенных поперек фаллоса субапикально. Chimarra absida можно отделить от C. holda по более прочным нижним придаткам с прямым углом, расположенным базомезально, если смотреть вентрально. Chimarra absida также поверхностно похожа на североавстралийский вид C. stclairae, но у него отсутствуют два небольших отростка на средне-мезальном крае нижних придатков. Самки неизвестны.  Формулы шпор 1, 4, 4; вторая анальная жилка задних крыльев сливается с первой анальной жилкой, образуя замкнутую ячейку. Вид был впервые был описан в 2020 году в ходе ревизии, проведённой австралийским энтомологом Дэвидом Картрайтом (D. I. Cartwright; Wandana Heights, Виктория, Австралия).